# Gustav Davidsson
Gustav Davidsson, född 29 november 1999, är en svensk handbollsspelare (vänsternia).

## Klubbkarriär
Davidsson är född i Stockholm, men flyttade i tidig ålder till Åhus. Där började han spela handboll i Åhus Handboll. 2015 började han spela för IK Sävehofs juniorlag, innan han 2018 blev uppflyttad till A-laget. Han var då med och tog SM-guld. 2019 skiftade han till Hammarby IF, som för tillfället spelade i Allsvenskan. Säsongen 2020/2021 var han med och vann Allsvenskan, och de blev därmed uppflyttade till Handbollsligan. Med Hammarby tog han silver i Svenska cupen 2023. Säsongen 2022/2023 blev han uttagen i Handbollsligans All star team som bästa mittnia, och även som säsongens MVP.
Sedan sommaren 2023 har han kontrakt med tyska Rhein-Neckar Löwen.

## Landslagskarriär
Gustav Davidsson deltog vid U21-VM 2019. I mars 2023 blev han inkallad till landskamper mot Spanien med A-landslaget, efter flera återbud i truppen. Han var med i matchtruppen den 8 mars men fick ingen speltid. Den 12 mars fick han sina första minuter på planen.